# Undermillbeck
Undermillbeck var en civil parish 1866–1935 när det uppgick i Crook och Bowness on Windermere, i distriktet Westmorland and Furness i grevskapet Cumbria i England. Civil parish var belägen 10 km från Kendal och hade 608 invånare år 1931. Det inkluderade Storrs och Winster.